# Chorab (powiat rypiński)
Chorab – osada w Polsce położona w województwie kujawsko-pomorskim, w powiecie rypińskim, w gminie Wąpielsk.
W latach 1975–1998 miejscowość administracyjnie należała do województwa toruńskiego.